# Velký Luh
Velký Luh (in tedesco Großloh) è un comune della Repubblica Ceca facente parte del distretto di Cheb, nella regione di Karlovy Vary.

## Geografia fisica
I comuni limitrofi sono Schönberg, Grossenteich e Bad Brambach ad ovest, Steingrub, Šneky, Plesná, Smrčina, Vackov, Luby e Dolní Luby a nord, Křižovatka e Nová Ves ad est e Starý Rybník, Skalná, Zelená, Suchá, Vonšov, Vojtanov e Kateřina a sud.

## Storia
La prima menzione scritta del paese risale al 1726. La scuola si trovava a Křižovatka. Nel 1900 è stata costruita la stazione ferroviaria della linea Tirschnitz–Wildstein–Schönbach. Il comune è appartenuto all'Impero tedesco dal 1938 al 1945. Dal 1961, il paese di Velký Luh rientra nella diocesi di Křižovatka.